# Csernus János
Csernus János (Janox) (Budapest, 1973. szeptember 4. –) magyar író, szerkesztő, könyvtáros, énekes.

## Életpályája
Szülei: Csernus János és Valkony Márta. 1992–1995 között alternatív lapok szerkesztője, munkatársa. 1992–1996 között az ELTE Tanárképző Főiskolai Kar (ELTE-TFK) hallgatója. 1993 óta Az Irodalom Visszavág című irodalmi és kritikai folyóirat szerkesztője.
1993–1996 között a Raiders of the Lost Art zenekarban énekelt. 1995–1997 között a Pázmány Péter Katolikus Egyetemen tanult. 1996-1997 között a Sziget Rádió és a Pararádió munkatársa, a Hunyadi Mátyás Gimnázium könyvtárosa.
1997 óta az ELTE Bölcsészettudományi Kar (ELTE BTK) diákja. 1997–1999 között a Magyar Hírlap külső munkatársaként dolgozott. 1998-1999 között a Fiatal Írók Szövetségének elnökségi tagja. 1999 óta szellemi szabadfoglalkozású.

## Művei
- Válogatott versusok (Simon Adrival, 2004)
- Hat vita; szerk. Zelei Miklós, Simon Adrienn, Janox; Platon, Bp., 2005 (Posztmodern könyvek)